# 卓仓曼巴仓活佛
卓仓曼巴仓活佛是中国青海省乐都县瞿昙寺的三个活佛系统之一（其余两个为智合仓活佛、卓仓居巴仓活佛），属于藏传佛教格鲁派。

## 沿革
卓仓曼巴仓活佛系统源自第一世（不计追认）智合仓活佛班觉丹增之弟阿旺诺尔布。阿旺诺尔布也曾住持瞿昙寺，圆寂之后以贡唐仓活佛的弟子罗桑贡却尼玛为其转世。罗桑贡却尼玛曾任塔尔寺曼巴扎仓第十五任堪布，故该活佛转世系统被称为“卓仓曼巴仓”。
1949年前夕，瞿昙寺的卓仓曼巴仓活佛系统已告消亡。

## 历世卓仓曼巴仓活佛
历世卓仓曼巴仓活佛如下（第二世之后不详姓名，故暂未列出）：
| 世数   | 生年 | 坐床年份 | 卒年 | 汉文姓名     | 藏文姓名 |
| ------ | ---- | -------- | ---- | ------------ | -------- |
| 第一世 | ？   | ——       | ？   | 阿旺诺尔布   |          |
| 第二世 | ？   | ——       | ？   | 罗桑贡却尼玛 |          |